# Musculus flexor digiti minimi brevis
De musculus flexor digiti minimi brevis (korte pinkbuiger) is een spier van de pinkmuis die de pink buigt bij het metacarpofalangeale gewricht. De spier ligt lateraal van de musculus abductor digiti minimi wanneer de hand zich in anatomische positie bevindt.
De musculus flexor digiti minimi brevis ontstaat uit de hamulus van het os hamatum en het palmaire oppervlak van het retinaculum flexorium van de hand. Het wordt ingebracht in de mediale zijde van de basis van de proximale falanx van de pink. Het wordt bij zijn oorsprong gescheiden van de musculus abductor digiti minimi door de diepe takken van de arteria ulnaris en de nervus ulnaris. De musculus flexor digiti minimi brevis is soms niet aanwezig; in deze gevallen is de musculus abductor digiti minimi meestal groter dan normaal.
Deze drie spieren vormen de vlezige massa aan de basis van de pink en houden zich uitsluitend bezig met de beweging van de pink. De andere twee spieren waaruit de pinkmuis bestaat, zijn de musculus abductor digiti minimi en de musculus opponens digiti minimi manus.
De musculus flexor digiti minimi brevis wordt, net als andere spieren van de pinkmuis geïnnerveerd door de diepe tak van de nervus ulnaris.